# Pirâmide do Sol
A Pirâmide do Sol é a maior das pirâmides da cidade de Teotihuacan, a segunda maior de todo o México e a terceira maior do mundo.

## Características
Construída no século II d.C., está no lado leste da Avenida dos Mortos, na metade norte da cidade, que é considerada o centro de Teotihuacan. Ela está voltada para o oeste de modo que no solstício de verão, o sol se põe exatamente na sua frente.
Tem 225 metros de lado, 65 metros de altura e é a estrutura mais volumosa da cidade, com 2,5 milhões de toneladas de material.
A pirâmide é composta de cinco plataformas dispostas em degraus e uma escadaria cerimonial que conduz ao topo, onde existia um templo feito de madeira – utilizado para realizar sacrifícios e oferendas aos deuses – que foi destruído juntamente com a parte mais alta da pirâmide. Ela é feita de pedregulhos com o núcleo de adobes de terra e lama, recobertos de pedra e revestido de estuque pintado. Durante o auge de Teotihuacan, as pirâmides eram pintadas de vermelho brilhante e se destacavam na paisagem.
Estudos e escavações realizadas em 1971, conduziram à descoberta de uma grande caverna sob a estrutura da Pirâmide do Sol. A partir da caverna, existem quatro portas dispostas como pétalas de flor, que levam a outras salas. O acesso à caverna é feito através de um poço com 7 m de altura situado junto às escadas na base da pirâmide.
Essa caverna é, na verdade, um túnel natural elaborado e alargado por antigas correntes de lava, devido à região onde Teotihuacan está localizada, sobre uma bacia natural numa extensa região de vulcões. Alguns estudiosos acreditam que a razão para a pirâmide estar construída sobre a caverna é que ela era considerada sagrada e utilizada para atividades religiosas e rituais.
Sua base é 97% da base da Grande Pirâmide de Gizé. A relação entre o seu perímetro e a sua base é 4 pi vezes a sua altura. O "pi" (π) é uma razão matemática que se baseia no conhecimento de geometria, o que implica o conhecimento de matemática sofisticada. Ela tem uma inclinação de 17º em relação ao polo terrestre, o que faz com que ela aponte para o pólo geográfico da Terra, permitindo que o Sol coincida com o seu centro nos dias 20 de maio e 18 de junho. Foram utilizados 2,5 milhões de toneladas de pedra para a sua construção, 4 milhões a menos que a Grande Pirâmide de Gizé.